# Сало Василь Прокопович
Василь Прокопович Сало (21 листопада 1927, село В'язівок, тепер Городищенського району Черкаської області — 7 березня 2005, Київ) — український радянський діяч, міністр будівництва УРСР. Член ЦК КПУ в 1986—1990 р. Депутат Верховної Ради УРСР 11-го скликання (з 1986 року).

## Біографія
Народився в багатодітній незаможній селянській родині, яка зазнала страждань і втрат під час голодомору 1933 року.
У 1944—1951 роках — строкова служба в Радянській армії: листопад 1944 — жовтень 1945 року — навчальний полк під містом Горьким (Гороховецькі табори), листопад 1945 — жовтень 1951 року — на Дунайській військовій флотилії.
У жовтні 1951 року демобілізувався, працював теслярем будівельного управління № 13 тресту «Криворіжбуд» міста Кривий Ріг Дніпропетровської області.
З листопада 1951 року — секретар комітету комсомола тресту «Криворіжбуд», комсорг ЦК ВЛКСМУ тресту «Криворіжбуд». Брав участь у будівництві Криворізького металургійного заводу, відбудові першої, другої, третьої доменних печей. Член КПРС.
Одночасно, з 1951 по 1953 рік навчався у 8-10 класах вечірньої школи.
З 1955 року — заступник секретаря, а з 1957 року — секретар партійного комітету тресту «Криворіжбуд» Дніпропетровської області.
Брав участь у будівництві Ново-Криворізького  гірничозбагачувального комбінату (НКГЗК) (тепер у складі корпорації «АрселорМіттал»), будівництві Північного гірничозбагачувального комбінату (ПГЗК) (тепер у складі ЧАО «СЕВГОК», що входить у групу «Метінвест»).
У 1957 році заочно закінчив Кіровоградський державний педагогічний інститут імені Пушкіна (тепер Центральноукраїнський державний педагогічний університет імені Володимира Винниченка).
З 1960 року — секретар партійного комітету на будівництві Північного гірничозбагачувального комбінату (тресту «Криворіжпівнічрудбуд») Жовтневого району міста Кривого Рогу;
На 1965 рік — головний будівельник Криворізького домобудівного комбінату Дніпропетровської області.
У 1966 році заочно закінчив факультет промислового і цивільного будівництва Криворізького гірничорудного інституту (тепер Криворізький національний університет).
З 1966 року — начальник Криворізького домобудівного комбінату Дніпропетровської області.
У 1973—1981 роках — заступник міністра, у 1981—1985 роках — 1-й заступник міністра промислового будівництва Української РСР.
22 липня 1985 — 15 вересня 1986 року — міністр промислового будівництва Української РСР.
15 вересня 1986 — 1990 року — міністр будівництва Української РСР.
Потім — на пенсії в Києві.
Помер 7 березня 2005 року в Києві.

## Нагороди
- орден Леніна
- орден Жовтневої Революції
- орден Трудового Червоного Прапора (9.07.1986)
- орден «Знак Пошани»
- орден «За заслуги» III ступеня (21.11.2002)
- медалі
- дві Почесні грамота Президії Верховної Ради Української РСР (18.11.1977, 20.11.1987)
- Заслужений будівельник Української РСР (7.08.1965).